# Pierre Turgeon (écrivain)
Pour les articles homonymes, voir Pierre Turgeon et Turgeon.
Pierre Turgeon, né le 9 octobre 1947 à Québec, est un romancier et essayiste québécois.
Journaliste à Perspectives, il est également critique littéraire à Radio-Canada. Il fonde également l'Illettré en compagnie de Victor-Lévy Beaulieu, Jean-Marie Poupart, Jean-Claude Germain et Michel Beaulieu. Il est l'auteur de 22 livres et de nombreux scénarios, notamment celui de La Crise d'octobre.

## Biographie
Pierre Turgeon voit le jour un 9 octobre 1947 dans la ville de Québec. En 1967, il termine ses études en lettres au Collège Sainte-Marie. Son amour pour l'écriture le conduit tout droit vers le monde de la littérature. Dès 1968, il intègre Radio-Canada où il se fait rapidement remarquer comme critique littéraire de premier plan, en signant des émissions radiophoniques sur des écrivains étrangers et en animant Book Club, une revue critique hebdomadaire de l’actualité littéraire réalisée par Gilles Archambault. Parallèlement à cela, il poursuit une carrière de journaliste au sein de Perspectives. En 1969, il publie son premier roman, Faire sa mort comme faire l’amour, accueilli très favorablement par la critique et par le public. En 1970, il fonde l'Illettré en compagnie de Victor-Lévy Beaulieu, Jean-Marie Poupart, Jean-Claude Germain et Michel Beaulieu.
En 1972, Pierre Turgeon remporte le premier prix du Concours des Œuvres Dramatiques de Radio-Canada pour l'Interview, écrite en collaboration avec Jacques Godbout. Cette pièce radiophonique servira de base à un long-métrage de fiction, La Gammick, qui prend l’affiche en 1975, avec des comédiens de la trempe de Marc Legault, Julien Poulin, Serge Thériault et Dorothée Berryman. En 1975, il fonde les éditions Quinze qu’il préside pendant trois ans. Durant cette période, il participera à plusieurs projets d'envergure, publiant des romans, Un, deux, trois, Prochainement sur cet écran. Il scénarise également La Fleur aux dents, long métrage mettant en vedette Claude Jutra. La Révolution tranquille, qui bouleverse la société québécoise durant ces années, là imprègnent durablement l'artiste qui s'en inspirera grandement dans ses œuvres.
Les événements d'octobre 1970, un des moments clés de cette époque, donnera naissance au célèbre film La crise d'Octobre, produit par Radio-Canada et réalisé par Mark Blandford. En 1978, il devient directeur adjoint des Presses de l'Université de Montréal (PUM). De 1979 à 1985, sa compétence et sa réussite le propulsent directeur général et éditeur des éditions du groupe Sogidès (l'Homme, le Jour, Les Quinze).
En 1981, son talent de romancier éclate aux yeux de tous avec la parution de La première personne qui obtiendra le Prix du Gouverneur général en 1980. Dans les années 1980, il publie deux autres roman : Le bateau d’Hitler et Un dernier blues pour octobre. Il sera tour à tour journaliste, chroniqueur notamment à l'Actualité et rédacteur en chef de la revue Liberté. Il consacre également un temps important à l'élaboration de plusieurs scénarios ainsi qu'à de nouveaux romans. En 1992, un second Prix du Gouverneur général obtenu pour son essai La Radissonie : le pays de la Baie James, le confirme comme un des principaux écrivains québécois de sa génération. Il publie encore plusieurs livres jusqu'en 1996, où il se retrouve au centre d’un débat politique et culturel. En effet, la famille de P. H. Desrosiers obtient l’interdiction de la biographie que Turgeon a écrite de ce personnage historique, proche du premier ministre Maurice Duplessis. À la suite d'une lutte devant les tribunaux pour obtenir la publication d'un de ses ouvrages, il obtient l’appui de plus d’une trentaine d’organismes culturels, sociaux et syndicaux, dont l’UNEQ, le Writers Union of Canada, l'Association des professeurs d’histoire, la Fédération des journalistes, la CSN et la FTQ, etc. L’Affaire Turgeon, comme on l’appelle, amène en 2002 l’abrogation de l’article 35 du Code Civil du Québec, qui interdisait de publier la biographie d’une personne décédée sans l’accord de ses héritiers.
En 1998, il publie Jour de feu, cette fois au sein de la célèbre maison d'édition française Flammarion. Il inaugure le XXIe siècle en signant, en collaboration avec Don Gillmor, un ouvrage historique détaillé traitant du deuxième plus grand pays du monde : Le Canada : une histoire populaire, en deux tomes, publiés chez Fidès en français et chez MClelland & Steward en anglais.
Aujourd’hui, il se consacre tout entier à son œuvre, travaillant, entre autres, au dernier volet de sa trilogie Québec Power.

## Critiques

### Faire sa mort comme faire l'amour
« Pierre Turgeon fait une entrée fracassante dans notre littérature. Il existe peu d'écrivains d'ici qui pourraient ne pas lui envier son extraordinaire maîtrise de l'art d'écrire. Langue plus que correcte, vocabulaire très riche, style sobre et clair, finesse de l'observation psychologique, variété et fantaisie de l'imagination, profondeur de la vision du monde. Turgeon a toutes ces qualité et d'autres encore. Il faudrait lui payer une rente à vie et le condamner à écrire le plus longtemps possible. » Réginald Martel, La Presse.
« Pierre Turgeon réussit ce tour de force de nous conter la vie de ses procréateurs en dosant très habilement le quotidien et le significatif, de sorte qu'il n'y a rien à biffer là-dedans, rien de surchargé, rien de faux. » André Major, Le Devoir.

### Un, deux, trois
« Un roman qui, par la nécessité de ses images et de ses silences, s'alimente aux mêmes sources que le poème, un roman qu'on n'a pas terminé, une fois le livre refermé. mais qui trouve en chaque lecteur la complicité requise pour continuer à vivre. » Gabrielle Poulin, Relations.
« Les personnages sont beaux et nus comme les dieux de nos plus graves mythologies... ces pages ont l'intensité indéfinissable de celles d'un Pieyre de Mandyargues. » Réginald Martel, La Presse.

### Prochainement sur cet écran
« Jamais aura-t-on lu un livre aussi violent et aussi retenu... Dans une prose classique parce qu'elle seule lui permettait le jeu, Turgeon ment de la première à la dernière page, fait semblant de chercher l'assassin qu'il connaît bien parce qu'il est en chacun de nous comme cette violence étouffée et noyée de nos tavernes. » Jacques Godbout, L'actualité.

### La Première Personne
« Pierre Turgeon a fait un beau livre, scintillant sur fond noir. Une prose sans défaillance, dont le lyrisme reste subjugué par une froide et tragique détermination, se trouve entourée d'une solitude mortelle comme les pyramides d'Égypte. » Jacques Ferron, Livres d'ici.
« La Première Personne est à la fois un roman policier, une vertigineuse descente dans le vide existentiel, un portrait hallucinant de ce que pourrait être le monde de demain, si demain il y a, c'est aussi, il me semble, une sorte de poème triste `une économie croissante du langage qui tend vers le silence, inscrivant dans le sens comme une dérisoire provocation, la négation même du sens. » Réginald Martel, La Presse.

### Le Bateau d'Hitler
« La nouveauté du Bateau d'Hitler est double. D'une part, les éléments rétros qui sont opposés dans le récit sont allemands et québécois, d'autre part, ils n'animent pas un drame mais une fantaisie d'espionnage. Le ludisme charrié par le style sert de contrepoint à la profondeur de la thématique et donne son originalité propre au roman. » Gabrielle Pascal, Québec Français.
« Ce sont des pages parfaites quant au style, quant à la vraisemblance aussi, dont les limites sont toujours celles de l'écriture. L'intrigue, les rapports entre les personnages, les images confondues de l'histoire et de la fiction, tout cela est d'une telle densité que je ne vois pas ce que l'auteur aurait pu y ajouter ou y soustraire. » Réginald Martel, La Presse.

### Un dernier blues pour octobre
« L'ouvrage est d'une vérité saisissante quant aux faits et d'une efficacité exemplaire sur l'imagination du lecteur. Voici ce qu'on pourrait appeler le vrai roman d'octobre. » Jean Royer, Le Devoir.
« Parmi tous les romans qui abordent la crise d'octobre, c'est celui de Pierre Turgeon qui embrasse le plus large, cerne le plus étroitement la réalité documentaire. C'est un roman remarquable et nécessaire. » Jean-Roch Boivin, Voir.

### Les Torrents de l'espoir
« Pierre Turgeon a la passion du passé. Parce qu'il vient de Québec. Attachez vos ceintures, car vous allez voyager. Des bords de la Jacques-Cartier, dans le prologue, en passant par Grosse-Ile, Montréal et Dublin, de là en Crimée en Chine, au Soudan, en Égypte, tout ça en moins de 400 pages. Des guerres et de l'eau. » Anne-Marie Voisard, Le Soleil.
« C'est avant tout aux passionnés d'histoire que Pierre Turgeon s'adresse dans Les Torrents de l'espoir. Quoi d'étonnant, quand on sait l'intérêt manifeste qu'il porte au récit à teneur historique depuis tout débuts en tant qu'écrivain ? Déjà, avec Faire sa mort comme faire l'amour, il puisait dans les annales familiales. Après s'être attardé à certains événements marquants du XXe siècle - la montée du fascisme dans Le Bateau d'Hitler, puis la situation politique du Québec des années 70 dans Un dernier blues pour Octobre, Turgeon a opéré cette fois-ci une grande plongée dans le temps, à l'époque de la rébellion des Patriotes. Rythme trépidant, personnages bien campés dans une réalité dure mais captivante, de quoi passionner ceux qui aiment se laisser emporter par les images d'une bonne histoire. » Claude Dessurault, Voir Québec.

### Fréquentations
« Comment, pourquoi est-on écrivain? La réponse de Pierre Turgeon est assez simple : on écrit pour participer à la "communion des saints que constitue une bibliothèque" et parce qu'on veut avoir "une place, après sa mort, auprès des morts". Pierre Turgeon écrit très bien, sans aucune prétention, avec un côté goguenard très attachant. Un livre élégant, dandy, policé. » Jean Basile, Le Devoir.

### La Radissonie: le pays de la Baie James
« Un dossier aussi rigoureux que magnifique sur l'évolution des rapports entre Blancs et Cris dans le territoire mythique de la Baie James... Un livre étonnant par la clarté du propos et la rigueur de l'énorme synthèse scientifique qu'il a réalisée. » Louis-Georges Francoeur, Le Devoir.
« Quoi de plus américain qu'un roman dont le héros est un territoire? Quoi de plus américain que vouloir nommer le territoire - et de vouloir faire de cette nomination l'acte fondateur d'une légende, d'une fiction, d'un roman? C'est ce qui est fascinant dans cet ouvrage. Pierre Turgeon inscrit de l'épopée à la surface du vide, le poète marche derrière l'ingénieur. » Jean Larose, Spirale.

### Les Bâtisseurs du siècle
« Richement illustré, ce livre passionnant allie le style du grand reportage au souci de la rigueur historique. » Les membres du jury du Prix Percy-Foy de la Société historique de Montréal.

## Œuvre

### Romans
- Faire sa mort comme faire l'amour, Éd. du Jour 1969 ; rééditions, Éd. Quinze 1978 ; coll. « 10/10 » 1981
- Un, deux, trois, Éd. du Jour 1972 ; rééditions, Éd. Quinze 1978 ; coll. « Bibliothèque québécoise » 1992
- Prochainement sur cet écran, Éd. du Jour 1974 ; rééditions, Éd. Quinze 1980, Vlb éditeur, coll. « Le Courant » 1989
- La Première Personne, Éd. Quinze 1980 ; rééditions, coll. « 10/10 » 1981 ; coll. « Bibliothèque québécoise » 1992 - Prix du Gouverneur général 1980
- Le Bateau d'Hitler, Éd. Boréal 1988
- Un dernier blues pour octobre, Éd. Libre expression, 1990
- Les Torrents de l'espoir, Éd. Libre expression 1995 ; réédition, Éd. Presses de la Cité, Paris 1996
- Jour de feu, Éd. Flammarion 1998

### Essais
- Fréquentation, Éd. l'Héxagone, 1991
- La Radissonie : le pays de la Baie James, Éd. Libre expression 1991 - Prix du Gouverneur général 1992

### Ouvrages historiques
- Les Bâtisseurs du siècle, Jacques Lanctôt, éditeur 1997, Prix Percy-Foy de la Société historique de Montréal.
- P.H. le magnifique : l'éminence grise de Duplessis, Jacques Lanctôt, éditeur 1997
- Le Canada : une histoire populaire , Tome 1 et 2 (en collaboration avec Don Gillmor), Ed. McClelland&Steward et Ed. Fidès 2000. Lauréat du Prix Ex-Libris de l'association des libraires canadiens. Mention du meilleur livre sur l'histoire du Canada attribuée par le ministère du Patrimoine canadien.

### Carnets
- En accéléré, Éd. Leméac, 1991.

### Théâtre
- L'Interview, Leméac 1972 - premier prix du Concours des œuvres dramatiques de Radio-Canada

### Scénarios
- 1974 : La Crise d'octobre - réalisé par Jacques Godbout - produit par Office national du film du Canada.
- 1975 : La Justice et l'Ordinateur - produit par Office national du film du Canada.
- 1975 : La Gammick - réalisé par Jacques Godbout - produit par Office national du film du Canada.
- 1976[1],[2] (1975 selon Le Roman contemporain au Québec[3]) : La Fleur aux dents - produit par Office national du film du Canada.
- 1992 : Sur le dos de la grande baleine - produit par Office national du film du Canada.
- 1994 : Le Fleuve aux grandes eaux - texte pour un film d'animation en collaboration pour Radio-Canada.
- 2000 : La Révolution tranquille (4e épisode) - produit par Imavision pour Télé Québec.

## Œuvres traduites en anglais
- The First Person, Oberon Press 1980.
- Sweet Poison, Oberon Press 1982.
- Coming Attraction, Oberon Press 1983.
- Radissonia, the James Bay adventures, Ed.Libre expression 1992.
- Canada : a People's History, Ed. McClelland&Steward

## Honneurs
- 1972 - Prix littéraires Radio-Canada, L'Interview
- 1980 - Prix du Gouverneur général, La Première Personne
- 1992 - Prix du Gouverneur général, La Radissonie
- 1997 - Prix Percy-Foy de la Société historique de Montréal, Les Bâtisseurs du siècle
- 1994 - Le Fleuve aux grandes eaux (dont il a écrit le texte) est sélectionné pour un Oscar de l'Academy of Motion Picture Arts and Sciences à Los Angeles aux États-Unis, le 21 mars 1994. Il remporte aussi le Los Angeles Critics Award à titre de meilleur film d'animation pour l'année 1993.
- 2000 - Prix Ex-Libris de l'association des libraires canadiens, Le Canada : une histoire populaire, Tome 1 et 2